# Гладкий Сергій Вікторович
Сергі́й Ві́кторович Гла́дкий (нар. 27 жовтня 1995, с. Юрки, Козельщинський район, Полтавська область, Україна — 20 липня 2017, смт Новгородське, Торецька міська рада, Донецька область, Україна) — молодший сержант Збройних сил України, учасник російсько-української війни, позивний «Сіріус».

## Біографія
Народився 1995 року в селі Юрки на Полтавщині. У початкових класах навчався в Юрківській школі, далі — у Хорішківській загальноосвітній школі, в сусідньому селі Хорішки. З дитинства мав хист до малювання. По закінченні 9 класів у 2011 році вступив до Решетилівського художнього ліцею, де здобув спеціальність художника-живописця. Переїхав на постійне місце проживання на Закарпаття, звідки родом його мати, — до села Страбичово Мукачівського району.
Під час російської збройної агресії проти України 12 червня 2014 року був призваний на військову службу Мукачівським ОМВК Закарпатської області. Тоді ж, у 18-річному віці, уклав контракт та був направлений до 128-ї окремої гірсько-піхотної бригади, військова частина А1556, м. Мукачево. Вже 24 липня вирушив на територію проведення антитерористичної операції.
З липня по вересень 2014 року воював поблизу населених пунктів Марія (до 2016 — Леніна), Георгіївка, Родакове, де прикривав «дорогу життя» до Луганського аеропорту. З вересня по грудень 2014 року ніс службу на взводному опорному пункті в районі смт Станиця Луганська. Взимку 2015 року брав участь у боях за Дебальцеве. Отримав звання старшого солдата. З березня по грудень 2016 року обороняв селище Невельське поблизу Донецька, а з травня 2017 — смт Новгородське на Горлівському напрямку.
Молодший сержант, командир бойової машини — командир 2-го гірсько-піхотного відділення 2-го гірсько-піхотного взводу 3-ї гірсько-піхотної роти 1-го гірсько-піхотного батальйону 128-ї ОГПБр.
20 липня 2017 року, о 00:30, російсько-терористичні угрупування розпочали обстріл опорного пункту «Лань» 128-ї бригади поблизу смт Новгородське з мінометів та стрілецької зброї. У ході бою, близько 00:37, молодший сержант Гладкий загинув від кулі снайпера калібру 5,45 мм, отримавши вогнепальне кульове поранення голови в районі лівого ока.
Похований 22 липня на кладовищі рідного села Юрки.
Залишились батьки, Віктор Іванович і Світлана Іванівна Гладкі, та молодший брат.

## Нагороди та вшанування
- Указом Президента України від 11 жовтня 2017 року № 318/2017, за особисту мужність і самовіддані дії, виявлені у захисті державного суверенітету та територіальної цілісності України, зразкове виконання військового обов'язку, нагороджений орденом «За мужність» III ступеня (посмертно)[6].
- Нагороджений відзнакою Президента України «За участь в антитерористичній операції»[7].
- Занесений до Книги Пошани Полтавської обласної ради (посмертно)[8].
- 12 жовтня 2017 року в селі Хорішки у Хорішківській ЗОШ І-ІІІ ступенів відкрили меморіальну дошку на честь полеглого на війні випускника школи[9][10].